# Лапиков Іван Герасимович
Іва́н Гера́симович Ла́пиков (7 липня 1922, хутір Заячий — 2 травня 1993, Московська область) — радянський і російський актор театру і кіно. Заслужений артист РРФСР (1965). Лауреат Державної премії СРСР (1979). Народний артист СРСР (1982). Навчався в Україні (Харків, 1939).

## Біографія
Народився 7 липня 1922 року поблизу ерзянського села Горний Баликлей, поблизу Царицина. Імовірно, також за походження ерзя.
Лауреат Державної премії РРФСР імені братів Васильєвих (1973 у кіно, за роль Бориса Краюшкина у фільмі «Хвилина мовчання»).
Лауреат Державної премії СРСР (1979 у кіно, за виконання ролі Назарова у фільмі «Вічний заклик»).
Народний артист СРСР (1982).

## Фільмографія
- Запасний гравець (1954 у кіно)
- До запитання (1955 у кіно)
- Солдати (1956 у кіно)
- Відрядження (1961 у кіно)
- Якщо ти маєш рацію... (1963 у кіно)
- Армія «Трясогузки» (1964)
- Непрошена любов (1964 у кіно)
- Голова/рос. Председатель (1964 у кіно)
- Наш дім (1965 у кіно)
- Андрей Рублев («Страсти по Андрею») (1966 у кіно)
- Вершник над містом (1967 у кіно)
- Дім і хазяїн (1967 у кіно)
- Журналіст (1967 у кіно)
- До світла (1968 у кіно)
- Про дива людські (1968 у кіно)
- Брати Карамазови (1968 у кіно)
- Наші знайомі (1968 у кіно)
- По Русі (1968 у кіно)
- Любов Серафима Фролова (1969 у кіно)
- П'ять днів відпочинку (1969 у кіно)
- Карусель (1970 у кіно)
- Про друзів-товаришів (1970)
- Посланці вічності (1970)
- Ті, що зберегли вогонь (1970)
- Розплата (1970)
- Срібні труби (1970 у кіно)
- Хвилина мовчання (1971)
- Єгор Буличов та інші (1971) ‎
- Нежданий гість (1972 у кіно)
- Витоки (1973)
- Товариш генерал (1973)
- Вічний поклик (1973—1983)
- Закриття сезону (1974 у кіно)
- Моя доля (1974 у кіно)
- Найжаркіший місяць (1974 у кіно)
- Вони воювали за Батьківщину (1975 у кіно)
- Степ (1977 у кіно)
- Діалог (1977)
- Мамо, я живий (1977)
- Фронт за лінією фронту (1977 у кіно)
- Отець Сергій (1978 у кіно)
- Здесь, на моей земле (1979 у кіно)
- Поема про крила (1979)
- Батько і син (1979)
- Маленькие трагедии (1979 у кіно)
- На початку славних справ (1980 у кіно)
- Бажаю успіху (1980)
- Юність Петра (1980)
- Джерело (1981 у кіно)
- Фронт в тилу ворога (1981 у кіно)
- Однолюби (1982 у кіно)
- Росія молода (1982 у кіно)
- Хабар. З блокнота журналіста В. Цвєткова(1983 у кіно)
- Перш, ніж розлучитися (1984 у кіно)
- Ранок приреченої копальні (1985 у кіно)
- Повернення Будулая (1985 у кіно)
- Земля мого дитинства (1986 у кіно)
- Борис Годунов (1986)
- Скакав козак через долину (1986 у кіно)
- Гулящі люди (1988 у кіно)
- Нехай я помру, господи… (1988 у кіно)
- Сувенір для прокурора (1989 у кіно)
- Наша дача (1990 у кіно)
- За що? («Семнадцать левых сапог») (1991 у кіно)
- Остання субота (1993 у кіно)
- Будинок на камені(1994 у кіно)